# Roger de Clermont
Roger de Clermont-Tonnerre (1600-1676), marquis de Cruzy, baron de Villon en Tonnerrois, seigneur de Ravières est un militaire français du XVIIe siècle.

## Biographie

### Origines
Roger de Clermont-Tonnerre est membre de la famille de Clermont-Tonnerre, l'une des plus grandes familles nobles du royaume de France, remontant au XIe siècle. Il est le second fils de Charles-Henri, comte de Clermont, et de Marie-Catherine d'Escoubleau de Sourdis (1580-17 janvier 1615)

### Carrière militaire
Il est en, 1644, maréchal de bataille au combat de Stamfort, puis aide de camp des armées du Roi en 1646. Il participe à la bataille de Lens le 12 août 1648.
Entre 1649 et 1650 il commande le régiment de Crusy cavalerie, puis une division à l'armée des Flandres en 1651. Il est lieutenant-général des armées du roi en Bourgogne et bailli d'Auxerre.
Il décède en 1676.

## Famille et descendance
Il épouse, en 1641 (ou 1614), Gabrielle de Pernes, la fille de Louis, seigneur de Pernes, baron de Rochefort, conseiller au Conseil d'État et au Conseil privé du Roi, gentilhomme ordinaire de la Chambre du Roi, gouverneur de la ville et de la citadelle de Saintes, et de Claudine d'Espignac.
Ensemble ils auront douze enfants:
1. Charles-Henri de Clermont, marquis de Cruzy et de Vauvillars au comté de Bourgogne. Il meurt le 19 février 1689
2. François, page du Roi dans sa grande écurie en 1667. Exempt des Gardes-du-Corps, capitaine de galères. Il meurt à Paris en 1670
3. Roger, marquis de Clermont, écuyer ordinaire du Roi, mort à Fontainebleau en 1687
4. Louis-Claude, capitaine de galères, tué le 10 juillet 1690 à la bataille du cap Béveziers contre les Anglo-hollandais
5. Sébastien
6. Antoine, évêque de Fréjus le 26 avril 1676, mort dans son diocèse en août 1678
7. Marie-Catherine, femme de Pierre de la Tour, conseiller au Parlement de Metz
8. Marie-Charlotte, religieuse de l'abbaye Saint-Paul-lès-Beauvais
9. Gabrielle, religieuse en l'abbaye de Rougemont
10. Madeleine-Scholastique, morte jeune
11. Marie-Anne-Christine, morte jeune
12. Charlotte, morte jeune.